# Biotipo
Un biotipo es la forma típica que posee un animal o planta, y que es considerado el modelo de su especie, variedad o raza.

## Biotipos de vegetales
Las plantas, en su proceso de adaptación o convergencia al clima y ambientes diversos, desarrollan una serie de caracteres externos, morfológicos y estructurales. Estos caracteres externos predominantes forman categorías que son esenciales para el conocimiento de las formaciones y comunidades vegetales de la tierra, son los llamados biotipos.
Estos biotipos o formas biológicas han sido clasificados desde las formas más simples: árbol, arbusto, herbácea etc. hasta sistemas más o menos complejos.
Huguet del Villar estableció en 1929 una clasificación por hábitats: Limnophytia, psychrophytia, xerophytia, etc.
Las subdivisiones del sistema de Raunkiær  se basan en la localización del punto o lugar crecimiento de la planta (brote). Tras la publicación de Raunkiær en (1934) de las formas de la vida de plantas y de geografía estadística de la planta, muchos otros autores (Braum- Blanquet, 1964); Ellenberg&Mueller-ombois, 1967; Oberdofer, 1983; Bolós & Vigo, 1984) aportaron nuevos puntos de vista para crear un sistema ordenado de las formas biológicas de las plantas vasculares cormofiticas. 

## Etimología
Viene del latín biotypus, con el prefijo “bio”, significando “vida”. 